# 高野敏樹
髙野 敏樹（たかの としき、1950年 - ）は、日本の法学者。専門は憲法。学位は博士（法学）（上智大学・1999年）。元上智大学短期大学部英語科教授。「髙」（はしご高）ではなく「高」を用いて高野 敏樹（たかの としき）と表記されることもある。調布学園短期大学英語英文学科教授、田園調布学園大学人間福祉学部教授、上智短期大学英語科科長、上智大学短期大学部学長（第2代）などを歴任したが、2013年3月に学長を解任された。佐藤功門下。

## 来歴

### 生い立ち
1950年、熊本県熊本市にて生まれた。中央大学に入学し、法学部の法律学科にて法学を学んだ。1974年3月に同学科を卒業し、法学士の称号を取得した。その後、上智大学の大学院に進学し、法学研究科の法律学専攻にて学んだ。1976年3月に同専攻の修士課程を修了し、法学修士の学位を取得した。その後、1981年3月に、同専攻の博士課程を満期単位取得退学した。なお、後年、上智大学より博士（法学）の学位を授与されている。

### 研究者として
大学院の博士課程を満期単位取得退学したのち、上智大学の法学部にて助手となる。その後、調布学園女子短期大学に転じ、講師を専任で務める。以来、助教授、教授と昇任する。調布学園女子短期大学は、調布学園短期大学を経て田園調布学園大学に改組されるが、その間、引き続き教授として教鞭を執った。
その後、田園調布学園大学から上智短期大学に転じた。同短期大学では英語科の科長などを務めた。2012年、上智短期大学は上智大学短期大学部に改組されることとなり、上智短期大学の英語科としては最後の科長を務めることになった。また、上智大学短期大学部の英語科においても、その初代科長に就任した。しかし、同年7月、初代学長を務めていたフランク・スコット・ハウエルが死去した。それにともない、ハウエルの後任の学長に就任した。また、今まで務めていた英語科の科長は、メルヴィン・アンドラディが引き継いだ。しかし、女子学生に対するセクシャルハラスメントが発覚し、同短期大学部を設置運営する上智学院の理事会により2013年3月27日に学長を解任され、後任は上智大学学長の滝澤正が兼務することとなった。
セクハラの内容は、「特定の女子学生に対して、好意を含む内容のメールを短期間に多数送りつけた。」というもの。メールを送りつけられた女子学生が上智大学に相談通報して、その事実が発覚した。

## 研究
法学者として、法律学、比較憲法学、比較政治制度論、EU法制論、国際関係法制論を専門とした。学会としては日本公法学会、比較法学会、現代公法研究会などに所属した。

## 人物
上智短期大学から上智大学短期大学部への改組に際して、その目的を上智大学との連携強化のためと説明したうえで「4年制大学へ編入を希望する学生に合わせ対応した結果が、今回の連携強化」と語っている。また、「私たちにとって秦野市自体が1つのキャンパスのようなもの」と述べ、上智大学短期大学部のキャンパスが所在する秦野市との連携強化にも意欲を見せた。

## 略歴
- 1950年 - 熊本県熊本市にて誕生。
- 1974年 - 中央大学法学部卒業。
- 1976年 - 上智大学大学院法学研究科修士課程修了。
- 1981年 - 上智大学大学院法学研究科博士課程満期単位取得退学。
- 1981年 - 上智大学法学部助手。
- 1983年 - 調布学園女子短期大学英語英文科講師。
- 1986年 - 調布学園女子短期大学英語英文科助教授。
- 1991年 - 調布学園女子短期大学英語英文学科助教授。
- 1992年 - 調布学園女子短期大学英語英文学科教授。
- 1998年 - 調布学園短期大学英語英文学科教授。
- 2002年 - 田園調布学園大学人間福祉学部教授。
- 2012年 - 上智大学短期大学部英語科科長。
- 2012年 - 上智大学短期大学部学長。
- 2013年 - 上智大学短期大学部学長解任。
- 2013年 5月22日- 上智学院理事会において高野敏樹前短期大学部学長に対して「諭旨解雇」が決定される。
- 2013年 5月23日- 上智大学短期大学部を退職。

## 著作

### 単著
- 高野敏樹著『憲法制定権力と主権――憲法保障の視点からみたその意義と課題』図書出版青潮社、1998年。

### 共著
- 芦部信喜ほか編『日本国憲法の理論――佐藤功先生古稀記念』有斐閣、1986年。ISBN 4641030499
- 中谷実編著、向井久了ほか著『憲法訴訟の基本問題――基礎用語の解説』法曹同人、1989年。ISBN 4893650904
- 現代公法研究会編『現代憲法の理論と現実――佐藤功先生喜寿記念』青林書院、1993年。ISBN 4417008566
- 岩間昭道・戸波江二編『憲法2（基本的人権）』3版、日本評論社、1994年。ISBN 453540464X
- 高野敏樹・宮原均・斎藤孝ほか著『憲法』不磨書房、2004年。ISBN  4797292873
- 高野敏樹・宮原均・斎藤孝ほか著『憲法』2版、不磨書房、2007年。ISBN 9784797285437

### 翻訳
- ローレンス・W・ビーア編、佐藤功監訳『アジアの憲法制度――アメリカの影響に対するアジア的対応』学陽書房、1981年。ISBN 4313311041